# Filip z Dreux
Filip z Dreux či také Filip z Beauvais (francouzsky Philippe de Dreux, 1158 – 2. listopadu 1217) byl biskup z Beauvais, nadšený účastník křížových výprav a bitvy u Bouvines. Slovy jeho současníků byl muž oddávající se spíše bitvám než knihám.

## Život
Narodil se jako mladší syn hraběte Roberta z Dreux a francouzský král Filip II. byl jeho bratrancem. Roku 1176 se stal biskupem v Beauvais a roku 1179 se společně s Jindřichem ze Champagne poprvé vydal do Svaté země. Po návratu se zúčastnil bojů proti Plantagenetům a napadl hrad Aumale.
Od roku 1175 byl biskupem z Beauvais azm do roku 1217.
Roku 1189 se společně se svým starším bratrem Robertem zúčastnil třetí křížové výpravy. Během pobytu ve Svaté zemi roku 1190 oddal se souhlasem papežského legáta jeruzalémskou dědičku Isabelu s Konrádem z Montferratu. Poté, co byl Konrád úkladně zavražděn, Filip byl jedním z iniciátorů zvěsti, že v útoku má prsty Richard Lví srdce. Richard se shodou okolností dostal při návratu domů do zajetí císaře Jindřicha VI. a Filip se aktivně snažil zhoršit podmínky jeho zajetí.
Roku 1197 sám Filip padl do Richardova zajetí jako rytíř, vyzbrojen a se spuštěným hledím a setrval v něm až do roku 1199, kdy Richard zemřel. Roku 1210 se nadchl pro kruciátu směřovanou proti albigenským, byl při obléhání hradu Termes a roku 1215 vyslechl volání kříže znovu. S kyjem v ruce se setkal na bitevní pláni u Bouvines s vojskem Oty Brunšvického a podařilo se mu zde zajmout vznešeného zajatce Jana ze Salisbury. Zemřel roku 1217 a byl pohřben v katedrále v Beauvais.